# DG Canum Venaticorum
DG Canum Venaticorum is een rode dwerg met een spectraalklasse van M4Ve. De ster bevindt zich 59,64 lichtjaar van de zon. DG Canum Venaticorum is een vlamster.